# Lewani Dolenjaschwili
Lewani Dolenjaschwili, auch Levani Dolenjashvili (georgisch ლევან დოლენჯაშვილი; * 22. Januar 1989 in Gurdschaani, Georgische SSR) ist ein österreichischer Profiboxer im Halbmittelgewicht.

## Amateurkarriere
Er begann im Alter von zehn Jahren im georgischen Gurdschaani mit dem Boxen, kam im Alter von 14 Jahren nach Österreich und trainierte anfangs unter Josef Kowarik in Wien. Seit 2012 boxte der Rechtsausleger für den Bounce Club in Ottakring. Bereits 2010 und 2011 gewann er jeweils den international besetzten Dolomiten Cup in Lienz.
2012 wurde er Österreichischer Meister im Weltergewicht und wurde als bester Boxer der Meisterschaften ausgezeichnet. Er besiegte dabei im Halbfinale Ahmed Marei durch Abbruch in der ersten Runde und im Finale Michael Sakowicz mit 26:3 nach Punkten.
Im März 2012 gewann er mit Siegen gegen Peter Sakas aus Israel und Patrik Hejl aus Tschechien, die Goldmedaille beim 2. Vienna Box Cup in Wien. Im Juni 2012 gewann er den Grand Prix Slovakia in Nitra, wobei er im Halbfinale den slowakischen Lokalmatador Tomáš Zold und im Finale den Tschechen Karel Necesanek bezwang. Noch im selben Monat, gewann er zudem das 21. Chemnitzer Boxturnier in Deutschland. Er setzte sich dabei gegen den deutschen U-21-Meister Sebastian Knigge, den Russen Eduard Aimuchambetow und den Deutschen Philip Nsinghi durch. Im Oktober desselben Jahres konnte er zudem erneut den Dolomiten Cup gewinnen. Er schlug dabei Barnabas Hegyi aus Ungarn und den Deutschen Steven Schwan, darüber hinaus wurde er zum besten Boxer des Turniers gewählt.
Im März 2013 gewann er den 3. Vienna Box Cup und wurde als bester Boxer des Turniers geehrt. Er hatte den russischen Junioren-Europameister Witali Dunaizew und den Olympiateilnehmer Zdeněk Chládek aus Tschechien besiegt. Beim Chemiepokal im März 2013 in Deutschland, unterlag er im Viertelfinale gegen den Brasilianer Roberto Queiroz knapp mit 6:10.
2013 wurde er wieder Österreichischer Meister im Weltergewicht und wurde erneut zum besten Boxer der Meisterschaften gewählt. Diesmal siegte er im Halbfinale gegen Semir Omerović und im Finale gegen Michael Gunitzberger. Im September gewann er die Silbermedaille beim Nationencup Wiener Neustadt. Durch einen Sieg gegen den Schweizer Egzon Maliqaj war er ins Finale eingezogen, wo er nicht zuletzt aufgrund einer Armverletzung nach Punkten gegen den Dänen Allan Mahfond unterlag.

## Profikarriere
Nach einer längeren, verletzungsbedingten Auszeit wechselte er Anfang 2015 ins Profilager und gewann sein Debüt am 7. Februar in Wien vorzeitig in der ersten Runde gegen den Kroaten Leonhard Šarić. Auch seinen zweiten Kampf am 28. Februar konnte er durch K. o. in der ersten Runde gegen Csaba Torma aus Ungarn gewinnen. Am 28. März gewann er einstimmig nach Punkten gegen den Slowaken Ladislav Nemeth. Im Juli 2015 besiegte er Achilles Szabó aus Ungarn durch K. o. in der siebenten Runde. Im Oktober 2015 besiegte er den Brasilianischen Meister Claudinei Lacerda nach Punkten.
Nach einer Pause aufgrund einer Ellbogenoperation, gewann er im März 2016 gegen den Belgier James Hagenimana. Im April 2016 besiegte er den Franzosen Fouad El Massoudi einstimmig. Im Juli 2016 schlug er den Bulgaren Stilijan Kostow und im Oktober 2016 den Ungar Krisztian Santa.
Im Juni 2017 besiegte er János Lakatos vorzeitig in der zweiten Runde. Einen weiteren vorzeitigen Sieg errang er im Jänner 2017 gegen István Szűcs. Im April 2018 boxte er ein Unentschieden gegen den unbesiegten Russen Aram Amirkhanyan. Im Oktober 2018 siegte er nach Punkten gegen Sandro Jajanidze. Einen weiteren Punktesieg errang er im Oktober 2019 gegen den Deutschen Mazen Girke.